# Partit Mana
El Moviment Mana (en anglès: Mana Party; en maori: Te Mana) fou un partit polític neozelandès que defensava els drets dels maoris. El partit és socialista i afavoreix els drets del poble maori. Va ser fundat l'abril de 2011 per l'actual líder Hone Harawira quan dimití del Partit Maori.
El partit ha tingut escons a la Cambra de Representants des de les eleccions parcials de Te Tai Tokerau el juny de 2011, dos mesos després de la fundació del partit. Des d'aleshores el partit té tan sols un escó, guanyant de nou en la circumscripció electoral de Te Tai Tokerau en les eleccions generals de 2011.
El 3 de maig de 2021 es va cancel·lar el registre del partit a petició pròpia.

## Resultats electorals
| Any  | Vots   | %    | Escons maoris | Escons totals | +/- | Govern            |
| ---- | ------ | ---- | ------------- | ------------- | --- | ----------------- |
| 2011 | 24.168 | 1,08 | 1 / 7         | 1 / 121       | Nou | Oposició          |
| 2014 | 34,095 | 1.42 | 0 / 7         | 0 / 121       | 1   | Extraparlamentari |
| 2017 | 3,642  | 0.1  | 0 / 7         | 0 / 120       | =   | Extraparlamentari |

## Líders
|   | Líder         | Imatge        | Termini |
| - | ------------- | ------------- | ------- |
| 1 | Hone Harawira | Hone Harawira | 2011-   |

## Presidents
| Nom           | Termini |
| ------------- | ------- |
| Annette Sykes | 2011-   |